# إجراء طبي
الإجراء الطبي هو عملية يقصد بها تحقيق نتيجة في رعاية الأشخاص المصابين بمشكلاتٍ صحية. عندما يكون الإجراء بمعنى تحديد أو قياس أو تشخيص حالة المريض أو متغيراتها يُسمى أيضًا اختبار طبي. وتكون أنواع أخرى شائعة من الإجراءات علاجية (على سبيل المثال، بهدف العلاج أو الشفاء أو إعادة وظيفة أو بناء)، متضمنة مجموعة كبيرة من إجراءاتٍ جراحية.
- «هو نشاط موجه إلى أو يطبق على شخص بهدف تحسين الصحة، علاج مرض أو إصابه، أو إجراء تحليل.»[1]
- «هو عمل أو إجراء تحليل، أو علاج، أو جراحة.»[2]
- «مجموعة من الخطوات لتحقيق النتيجة المرجوة.»[3]
- «مجموعة من الخطوات يتم اتباعها لتحقيق هدف.»[4]

## الإجراء العلاجي الشجاع
يشير مصطلح العلاج الشجاع (heroic) أو الإجراء العلاجي الشجاع في الطب إلى طريقة العلاج التي تتضمن مخاطر كبيرة قد تتسبب في المزيد من الأضرار على صحة المريض، لكنها تُنفذ لكونها الملاذ الأخير مع إدراك أن أي إجراء أقل في العلاج سيفشل بالتأكيد.
غالبًا ما تُنفذ الإجراءات العلاجية الشجاعة في حالات الإصابة أو المرض الخطيرة، مثل المحاولة الأخيرة لإنقاذ الحياة أو العضو أو الإبصار. تتضمن أمثلة الإجراءات العلاجية الشجاعة كلاً من جراحة صدمات الطوارئ التي تُجرى خارج غرفة العمليات (مثل البتر الجراحي «في الموقع» أو بضع الغشاء الحلقي والدرقي أو بضع الصدر) أو وصف الدواء (مثل وصف مجموعة معينة من المضادات الحيوية أو عقاقير العلاج الكيميائي) بجرعات عالية بما يكفي لإحداث الآثار الجانبية المحتملة الخطيرة أو المميتة.
ويعد الإنعاش القلبي الرئوي أحد الإجراءات العلاجية الشجاعة الأكثر شهرة؛ فغالبًا ما تؤدي حركات الضغط القوية على الصدر إلى كسر واحد أو أكثر من أضلاع المريض ولكن حيث أن البديل هو الوفاة المؤكدة، لذا يتم إجراء هذه التقنية عند الضرورة.
كذلك، فإن المرضى المصابون بمرحلة متقدمة من الإيدز مصحوبة بالتهاب الرئة بالمتكيسة الرئوية (PCP) يعانون من خطر بالغ من الإصابة بـ متلازمة الضائقة التنفسية الحادة (ARDS). وقد يستخدم إجراء الإنقاذ الشجاع عقار تريم إتريكسات الكيميائي الذي قد يدمر نخاع العظام فضلاً عن «التهاب الرئة بالمتكيسة الرئوية»، على الرغم من أن عقار لوكوفورين يمكن أن يحمي النخاع.

## وصلات خارجية
- The 8 Disciplines (8D) Process
- Laurie Rambaud (2006), 8D Structured Problem Solving: A Guide to Creating High Quality 8D Reports, PHRED Solutions, ISBN 0-9790553-0-X
- Difference between containment, corrective and preventive actions in 8D Report